# Sant Hilari (Vilanova del Camí)
Sant Hilari és una església parroquial al nucli de Vilanova del Camí (Anoia) inclosa a l'Inventari del Patrimoni Arquitectònic de Catalunya. L'actual església parroquial de Vilanova del Camí fou beneïda el 1805. S'aixecà en el lloc de l'antiga capella, ja existent en el 1300 i que el 1779 deixà d'ésser sufragània de la parròquia de la Pobla de Claramunt i esdevingué independent. Fins al 1937 pertanyé al Bisbat de Barcelona, d'on fou segregada per a incardinar-se al Bisbat de Vic.
El temple actual fou construït el 1803, ocupant el lloc destinat a l'antiga capella. És d'estil clarament neoclàssic i molt gran per a l'època en què fou construït. Consta d'una sola nau amb vuit capelles laterals, totes d'iguals dimensions menys dues de més petites, una d'elles destinada a baptisteri, i situades sota el cor. Volta de canó, tota emblanquinada de color blanc. A la part exterior veiem el campanar en el cantó sud-oest, de planta quadrangular, que en la part superior es converteix en octogonal. Façana absolutament llisa amb una portalada entre dues columnes i rosassa. Coberta a dues aigües, de teules. Construcció de pedra i arrebossada. Restauracions després de les destrosses de la Guerra Civil Espanyola.